# Ignacy Bobrowski (szambelan)
Ignacy Bobrowski herbu Jastrzębiec (zm. 23 stycznia 1802) – szambelan królewski, elektor w 1764, poseł na sejm 1766 roku z księstw oświęcimskiego i zatorskiego, wojski większy oświęcimsko-zatorski w latach 1765-1770, łowczy oświęcimsko-zatorski w latach 1770-1772, cześnik oświęcimsko-zatorski w latach 1772-1800, członek stanów galicyjskich od 1782, odznaczony Orderem św. Stanisława 17 stycznia 1792, galicyjski hrabia od 19 czerwca 1800.
Ożeniony z Marianną z Biberstein-Starowiejskich herbu Rogala. Ich synami byli Wincenty (ojciec Ignacego Macieja Józefa, dziad Wincentego Ignacego) i Konstanty.